# Antipodoecia turneri

Antipodoecia turneri  (лат.) — вид ручейников подотряда Integripalpia. Единственный вид семейства Antipodoeciidae Ross, 1967.

## Описание
Восточная Австралия. Мелкие ручейники, длина передних крыльев около 3,5 мм. Биология малоизучена. Личинки строят слегка изогнутые цилиндрические подводные домики из песчинок. 

## Систематика
Семейство включает единственный вид, который первоначально был описан в составе семейства Sericostomatidae. Но в 1967 году в связи с полифилетичной природой последнего Росс (Ross,  1967) выделил этот вид в отдельную группу, Antipodoeciidae.
- Род Antipodoecia Mosely, 1934.
  - Вид Antipodoecia turneri Mosely, 1934